# 瓦衣科
瓦衣科为地卷菌目的一科真菌。

## 下属分类
- 瓦衣属 Coccocarpia
- Peltularia
- Spilonema